# Plecotus turkmenicus
Plecotus turkmenicus is een vleermuis uit het geslacht grootoorvleermuizen (Plecotus).

## Kenmerken
Deze soort verschilt van andere soorten in de aanwezigheid van een stuk naakte, witte huid op het achterste deel van de rug. De schedel is groot, het gebit is sterk en de voorarm, klauwen en duim zijn lang. De vacht op de meeste delen van het lichaam is dun en bleek, maar de bek is bruin en de haren van de rugvacht bestaan uit zwarte, witte, en geelbruine delen. De oren, de vleugels en het uropatagium (de vlieghuid tussen de achterpoten) zijn dun, bleek en wat doorzichtig.

## Verspreiding
Deze soort komt voor in de woestijnen van het westen van Turkmenistan en Kazachstan. Deze soort werd oorspronkelijk beschreven als een ondersoort van de grijze grootoorvleermuis (P. austriacus), maar later erkend als een aparte soort uit de P. auritus-groep.